# 太阳活动预报
太阳活动预报是对太阳活动所进行的预报工作。
按照预报时间的长短分为长期、中期和短期预报。
- 长期预报一般是1年或几年以上的预报，如预报太阳黑子周期的演变。
- 中期预报主要是提前几天或几个月的预报
- 短期预报是提前1-3天的预报，（主要是预报耀斑和由耀斑引起的电离层骚扰。短期预报是目前太阳活动预报中最成功。）

太阳活动预报需要完整的太阳和地球物理数据，因此需要国际间的合作。组织工作主要由国际无线电科学协会、国际天文学联合会负责，每天24小时不间断对太阳进行观测。
世界上大约有14个发布关于太阳活动或电离层参数的预报中心。其中最主要的4个预报中心是：
- 美国空间环境服务中心，它是西半球的预报中心，也是全世界的预报中心
- 美国空军航空空间环境支持中心
- 法国巴黎默东天文台
- 乌克兰克里米亚天体物理台

中国在1960年代成立太阳活动观测网与预报网。